# Liste von Wettkämpfen der Leichtathletik in Hamburg von 1881 bis 1900
Dies ist eine Liste von Wettkämpfen, die die Anfänge der Leichtathletik in Hamburg abbildet.

## Erläuterung
Die Zeitungsberichte zu den einzelne Wettbewerben, die hier unter „Nachweis“ aufgeführt werden, stellen die Entwicklung der ersten Jahre der Leichtathletik in Hamburg dar. In den Anfangsjahren war der „Hamburger Sport-Club“ Veranstalter und Ausrichter. Ab 1887 widmeten sich die Mitglieder dieses Vereins ausschließlich der Durchführung von Pferderennen. Andere Vereine traten als Veranstalter auf. Die Existenz mancher Vereine betrug nur wenige Jahre. Deren Mitglieder schlossen sich anderen an oder widmeten sich neuen Sportarten. Dazu gehörte u. a. Fußball. Gleichzeitig fand eine Entwicklung der Sportstätten statt. Nachdem die Laufwettbewerbe zu Beginn überwiegend auf der Trabrennbahn in Bahrenfeld durchgeführt, wurde 1887 vom „Eisbahnverein vor dem Dammthor“ eine als „Rennbahn“ bezeichnete Sportanlage separat hergerichtet. Bevor Fußballfelder angelegt wurden, wurden oft die Flächen der Eisbahnvereine in der „schlittschuhfreien“ Zeit genutzt. Zu den Sportarten, deren Anfänge ebenso auf diesen Flächen vollzogen wurden, gehörten auch Tennis und Hockey. In den letzten Jahren vor der Jahrhundertwende nahm die Anzahl der Wettbewerbe stark zu.

### Vom Pferderennen
Ursächlich für die Durchführung der ersten Wettkämpfe in der Leichtathletik auf einer Pferderennbahn war die mangelnde Kenntnis von entsprechenden Sportanlagen. Die Laufwettbewerbe orientierten sich daher auch an den Rennen des Galopprennsports: Laufwettbewerbe über ca. 100 Meter entsprachen Flachrennen, die ohne Hindernisse auf kurzen Distanzen geritten wurden; Hürdenläufe über ca. 160 Meter waren vergleichbar mit Hürdenrennen, wobei die Hürden über die Distanz in gleichen Abständen aufgestellt wurden; der Hindernislauf über ca. 1600 Meter entsprach einem Steeplechase-Rennen, das über eine lange Distanz von ca. 4000 Meter, über feste Hindernisse und Wassergräben ging und nur einmal pro Renntag gelaufen wurde. Auch die Besonderheit eines Handicaps und die eines Comitès, das mit Starter, Richter, Zeitmesser und Vorstand für eine ordnungsgemäße Durchführung der Wettbewerbe verantwortlich war, wurden übernommen. In jedem Bericht war von „Meldungen“ und/oder von „angemeldeten Herren“ und der Zahl derer, die tatsächlich am Start erschienen waren, die Rede. Gleiches war in Berichten über Pferderennen zu lesen. Dass sich heutzutage einige Leichtathletikveranstaltungen als „Meeting“ bezeichnen oder als Namen für eine Veranstaltung nutzen, ist auf die Anfänge zurückzuführen. Der Pferderennsport erfreute sich in dieser Zeit großer Beliebtheit.
Für Disziplinen wie Hochsprung, Tauziehen oder Radfahren, die teilweise auch bei diesen Wettbewerben stattfanden, wurden ähnliche Regeln geschaffen.

### Zur Sportanlage für Läufer
Die Bahn des „Eisbahn-Vereins vor dem Dammthor“ war vermutlich die erste Sportanlage, die in Hamburg für Laufwettbewerbe gebaut wurde. Im selben Jahr fanden die ersten Wettbewerbe statt. Aus der Angabe „… 1610 m (ca. 4 mal die Bahn)“ in dem Bericht über die Veranstaltung am 28. August 1887 kann auf die Länge geschlossen werden. Den Innenraum dieser 400-Meter-Bahn, die mutmaßlich aus vier gleichlangen Geraden bestand, bildeten Tennisplätze. Mit der Möglichkeit der Nutzung dieser Rennbahn nahm die Anzahl der Vereine und ihrer Mitglieder schnell zu. Viele Sportler waren zunächst in mehreren Disziplinen aktiv, wie die des Sport-Clubs „Germania“, aus dem erst Jahre später ein Fußballverein hervorging. Ähnlich wie der Initiator der Leichtathletik in Hamburg Franz Ferdinand Eiffe waren die ersten Sportler aus dem vermögenden Bürgertum: Carl Alphons Brödermann, Johann Heinrich Burchard, Heinrich Kaemmerer, Ami Kaemmerer, Francis Julius Heise, Hermann Goverts, Friedrich Loesener jr. u. a. gekommen.

## Ereignisse
- 1880, 6. Juni. Der Deutsche Leichtathletik-Verband benennt diesen Wettbewerb als das „erste Leichtathletik Sportfest“.[2]
- 1887,	15. Mai. Erste Wettbewerbe auf der 400-Meter-Bahn des Eisbahn-Vereins vor dem Dammthor.
- 1893, 13. August. Wettkämpfe über 100 Yards und 1609 Meter als „Deutsche Meisterschaft“ angekündigt und durchgeführt.
- 1898, 4. September. 100-Meter-Lauf innerhalb der „1. Deutschen Leichtathletik-Meisterschaften“ auf der Rennbahn Mühlenkamp.[2]
- 1898, 25. September. Läufe über 200 und 1500 Meter innerhalb der „1. Deutschen Leichtathletik-Meisterschaften“ auf der Rennbahn des Eisbahn-Vereins vor dem Dammthor.[2]

| Jahr | Datum         | Bezeichnung                                                                                  | Veranstalter                                               | Ort                                              | Nachweis                               |
| ---- | ------------- | -------------------------------------------------------------------------------------------- | ---------------------------------------------------------- | ------------------------------------------------ | -------------------------------------- |
| 1880 | 6. Juni       |                                                                                              | Hamburger Sport-Club                                       | Rennbahn in Horn                                 | kurzer Bericht                         |
| 1880 | 26. September |                                                                                              | Hamburger Sport-Club                                       | Rennbahn in Horn                                 | kurzer Bericht                         |
| 1881 | 24. April     | Frühjahrs-Meeting                                                                            | Hamburger Sport-Club                                       | Rennbahn in Horn                                 | kurzer Bericht                         |
| 1881 | 25. September | Meeting                                                                                      | Hamburger Sport-Club                                       | Trabrennbahn in Bahrenfeld                       | Bericht                                |
| 1882 | 14. Mai       | Frühjahrs-Meeting                                                                            | Hamburger Sport-Club                                       | Trabrennbahn in Bahrenfeld                       | kurzer Bericht                         |
| 1882 | 24. September | Herbst-Meeting                                                                               | Hamburger Sport-Club                                       | Trabrennbahn in Bahrenfeld                       | Bericht                                |
| 1883 | 29. April     | Frühjahrs-Meeting                                                                            | Hammonia Sport-Club                                        | Trabrennbahn in Bahrenfeld                       | Bericht                                |
| 1883 | 10. Juni      | Sommer-Meeting                                                                               | Allgemeine Sport-Club                                      | Trabrennbahn in Bahrenfeld                       | Bericht                                |
| 1883 | 12. August    | 3. von 3 Meetings                                                                            | Allgemeine Sport-Club                                      |                                                  | Bericht                                |
| 1883 | 9. September  | Sommer-Meeting                                                                               | Hamburger Sport-Club                                       | Trabrennbahn in Bahrenfeld                       | Bericht                                |
| 1884 | 30. März      |                                                                                              | Allgemeine Sport-Club                                      | auf der Alsterkruger Chaussee (vor Groß Borstel) | Bericht                                |
| 1884 | 25. Mai       | Frühjahrs-Meeting                                                                            | Hamburger Sport-Club                                       | Trabrennbahn in Bahrenfeld                       | Anzeige, Bericht                       |
| 1884 | 17. August    | Meeting                                                                                      | Allgemeine Sport-Club                                      | auf der Alsterkruger Chaussee (vor Groß Borstel) | Ankündigung, Bericht                   |
| 1884 | 14. September |                                                                                              | Hamburger Sport-Club                                       | Trabrennbahn in Bahrenfeld                       | Anzeige, Bericht, Bericht              |
| 1885 | 12. April     | Frühjahrs-Rennen                                                                             | Allgemeine Sport-Club                                      | Tonndorf                                         | Ankündigung, Bericht                   |
| 1885 | 7. Juni       | Meeting                                                                                      | Hamburger Sport-Club                                       | Trabrennbahn in Bahrenfeld                       | Anzeige, Bericht                       |
| 1885 | 6. September  | Herbst-Rennen                                                                                | Allgemeine Sport-Club, Hohenfelder Sport-Club              | Rennbahn in Tonndorf                             | Anzeige, Bericht                       |
| 1885 | 13. September | Meeting                                                                                      | Hamburger Sport-Club                                       | Trabrennbahn in Bahrenfeld                       | Anzeige, Bericht                       |
| 1886 | 11. April     | Meeting                                                                                      | Allgemeine Sport-Club                                      | Rennbahn in Tonndorf                             | Ankündigung, Bericht                   |
| 1886 | 23. Mai       | Frühjahrs-Rennen                                                                             | Hohenfelder Sport-Club                                     | Rennbahn in Tonndorf                             | Anzeige, Bericht                       |
| 1886 | 3. Juni       | Frühjahrs-Meeting                                                                            | Hamburger Sport-Club                                       | Trabrennbahn in Bahrenfeld                       | Anzeige, Bericht, Bericht              |
| 1886 | 4. Oktober    | Herbst-Rennen                                                                                | Wandsbek Hamburger Sport-Club                              | Rennbahn in Horn                                 | kurzer Bericht                         |
| 1887 | 15. Mai       | Frühjahrs-Rennen                                                                             | Harvestehuder Sport-Club                                   | Rennbahn des Eisbahn-Vereins vor dem Dammthor    | Anzeige, Bericht                       |
| 1887 | 22. Mai       | Frühjahrs-Rennen                                                                             | Hohenfelder Sport-Club                                     | Rennbahn des Eisbahn-Vereins vor dem Dammthor    | Bericht                                |
| 1887 | 12. Juni      | Frühjahrs-Meeting                                                                            | Hamburger Sport-Club                                       | Rennbahn des Eisbahn-Vereins vor dem Dammthor    | Anzeige, Anzeige Bericht               |
| 1887 | 28. August    | Internationales Rennen                                                                       | Verband Hamburger Sport-Club                               | Rennbahn des Eisbahn-Vereins vor dem Dammthor    | Anzeige, Bericht, Bericht              |
| 1887 | 25. September | Herbstrennen                                                                                 | Harvestehuder Sport-Club, Hohenfelder Sport-Club           | Eisbahn am Schultzweg                            | Anzeigen, Bericht                      |
| 1888 | 27. Mai       | Frühjahrs-Rennen                                                                             | Sport-Club „Germania“                                      | Rennbahn des Eisbahn-Vereins vor dem Dammthor    | Anzeige, Bericht                       |
| 1888 | 10. Juni      | Frühjahrs-Rennen                                                                             | Sport-Club „Sport“                                         | Rennbahn des Eisbahn-Vereins vor dem Dammthor    | Bericht                                |
| 1888 | 8. Juli       | Sommer-Rennen                                                                                | Harvestehuder Sport-Club                                   | Rennbahn des Eisbahn-Vereins vor dem Dammthor    | Bericht                                |
| 1888 | 12. August    | Internationales Rennen                                                                       | Verband Hamburger Sport-Club                               | Rennbahn des Eisbahn-Vereins vor dem Dammthor    | Anzeige, Bericht                       |
| 1889 | 2. Juni       | Frühjahrs-Rennen                                                                             | Sport-Club „Germania“                                      | Rennbahn des Eisbahn-Vereins vor dem Dammthor    | Anzeige, kurzer Bericht                |
| 1889 | 14. Juli      | Sommer-Rennen                                                                                | Sport-Club „Sport“                                         | Rennbahn des Eisbahn-Vereins vor dem Dammthor    | Anzeige, Bericht                       |
| 1890 | 15. Juni      | Frühjahrsrennen                                                                              | Sport-Club „Germania“                                      | Rennbahn des Eisbahn-Vereins vor dem Dammthor    | Anzeige, Bericht                       |
| 1890 | 31. August    | Großes Herbst-Rennen                                                                         | Sport-Club „Germania“                                      | Rennbahn des Eisbahn-Vereins vor dem Dammthor    | Anzeige, Bericht                       |
| 1891 | 7. Juni       | Frühjahrs-Rennen                                                                             | Sport-Club „Germania“                                      | Rennbahn des Eisbahn-Vereins vor dem Dammthor    | Anzeige, Bericht                       |
| 1891 | 23. August    | Großes Internationales Sommer-Rennen                                                         | Sport-Club „Germania“                                      | Rennbahn des Eisbahn-Vereins vor dem Dammthor    | Anzeige, Ankündigung, Bericht, Bericht |
| 1891 | 27. September | Privat-Concurrenz                                                                            | Sport-Club „Germania“                                      | Rennbahn des Eisbahn-Vereins vor dem Dammthor    | Bericht                                |
| 1892 | 8. Oktober    | Internationales Rennen                                                                       | Sport-Club „Parraguassu“                                   | Rennbahn des Eisbahn-Vereins vor dem Dammthor    | Bericht                                |
| 1893 | 13. August    | Sommer-Rennen                                                                                | Sport-Club „Germania“                                      | Rennbahn des Eisbahn-Vereins vor dem Dammthor    | Ankündigung, Anzeige, Bericht          |
| 1894 | 1. Juli       | Gr. Internationales Rennen Wettlauf um die Meisterschaft des Continents (100 und 1690 Yards) | Sport-Club „Germania“, Sport-Club „Konkurrent“             | Rennbahn des Eisbahn-Vereins vor dem Dammthor    | Anzeige, Bericht                       |
| 1895 | 9. Juni       | Athletische Wettkämpfe                                                                       | Hamburg-Altonaer Fußball und Cricket-Bund                  | Borgfelder Eisbahn, Grevenweg                    | Anzeige, Bericht                       |
| 1895 | 29. September | Grosses Herbstrennen Wettlauf um die Meisterschaft von Deutschland                           | Sport-Club „Germania“                                      | Rennbahn des Eisbahn-Vereins vor dem Dammthor    | Anzeige, Bericht,                      |
| 1896 | 16. August    | Straßenrennen für Junioren                                                                   | Sport-Club „Konkurrent“                                    |                                                  | Bericht                                |
| 1896 | 28. Juni      | Sommerrennen für Herrenläufer                                                                | Hamburg-Altonaer Fußball und Cricket-Bund                  | „Borgfelder Park“, Grevenweg                     | Bericht                                |
| 1896 | 27. September | Herbstrennen                                                                                 | Sport-Club „Germania“                                      | Rennbahn der Eisbahn auf dem Heiliggeistfeld     | kurze Ankündigung                      |
| 1897 | 15. Juni      | Neunjähriges Stiftungsfest                                                                   | Hamburger Fußball-Club von 1888                            | Sternschanzen-Eisbahn                            | Bericht                                |
| 1897 | 11. Juli      | Athletisches Meeting                                                                         | Hamburg-Altonaer Fußball-Bund                              | Borgfelder Eispark, Grevenweg                    | Bericht                                |
| 1897 | 29. August    | Internationale Wettkämpfe                                                                    | Harvestehuder Sport-Club                                   | Rennbahn des Eisbahn-Vereins vor dem Dammthor    | Bericht, Bericht                       |
| 1898 | 4. Juni       | 10. Stiftungsfest                                                                            | Hamburger Fußball-Club von 1888                            |                                                  | Ankündigung                            |
| 1898 | 24. Juli      | sportliche Wettkämpfe                                                                        | Sport-Club Germania                                        | Horner Rennbahn                                  | Ankündigung                            |
| 1898 | 30. Juli      | sportliche Wettkämpfe                                                                        | Sport-Club Germania                                        |                                                  | Bericht                                |
| 1898 | 21. August    |                                                                                              | Sport-Club „Germania-Hamburg“                              | Horner Moor (Horner Rennbahn)                    | Bericht                                |
| 1898 | 28. August    | athletische Wettkämpfe                                                                       | Hamburg-Altonaer Fußball-Bund                              | Borgfelder Eispark, Grevenweg                    | Bericht, Bericht                       |
| 1898 | 4. September  | „Großes Internationales Meeting“                                                             | Amateur-Athletik-Club Excelsior                            | Rennbahn Mühlenkamp                              | Ankündigung, Bericht, Bericht          |
| 1898 | 18. September | Herbstmeeting                                                                                | Normannia von 1896 zu Altona                               | Fleuker'sche Weide (Othmarschen)                 | Bericht                                |
| 1898 | 18. September | Rennen für Herren-Läufer                                                                     | Sport-Club Concurrent                                      | Rennbahn Mühlenkamp                              | Bericht, Bericht                       |
| 1898 | 25. September | Internationales Sportfest                                                                    | Harvestehuder Sport-Club & Hamburger Fußball-Club von 1888 | Rennbahn des Eisbahn-Vereins vor dem Dammthor    | Ankündigung, Bericht, Bericht          |
| 1898 | 2. Oktober    | Athletische Sports des Amateur Athleten-Clubs Excelsior                                      | Athleten-Club Excelsior                                    |                                                  | Bericht                                |
| 1898 | 16. Oktober   | Wettlaufen                                                                                   | Uhlenhorster Fußball-Club                                  | Rennbahn Mühlenkamp                              | Ankündigung                            |
| 1899 | 20. August    | Meeting                                                                                      | Hamburg-Altonaer Fussball-Bund                             | Eispark am Grevenweg                             | Ankündigung, Bericht                   |

| Rennen | Abt. | Teilnehmer        | Club                            | Disziplin                                      | Zeit         | Platz      | Vorgabe      |
| ------ | ---- | ----------------- | ------------------------------- | ---------------------------------------------- | ------------ | ---------- | ------------ |
| 1.     | 1.   | G. Eimbcke        | Sport-Club „Sport“              | Flachrennen für Aeltere 100 Yards              | 10 4/5 s     | 1.         | 98 1/2 Yards |
| 1.     | 1.   | Alfred Stürken    | Hohenfelder Sport-Club          | Flachrennen für Aeltere 100 Yards              |              | 2.         | 95 1/2 Yards |
| 1.     | 1.   | Otto Möller       | Hohenfelder Sport-Club          | Flachrennen für Aeltere 100 Yards              |              | 3.         | 98 Yards     |
| 1.     | 2.   | Geo. Behncke      | Hamburg-Altonaer Sport-Club     | Flachrennen für Aeltere 100 Yards              |              | 1.         | 92 1/2 Yards |
| 1.     | 2.   | O. Rampolt        | Wandsbek-Hohenfelder Sport-Club | Flachrennen für Aeltere 100 Yards              |              | 2.         | 100 Yards    |
| 1.     | 2.   | B. Friedländer    | Harvestehuder Sport-Club        | Flachrennen für Aeltere 100 Yards              |              | 3.         | 100 Yards    |
| 2.     |      | W. Bornhorst      | Hamburg-Altonaer Sport-Club     | Flachrennen für Aeltere 800 Meter              | 2 min 11 s   | 1          | 760 Meter    |
| 2.     |      | M. R. Normann     | Harvestehuder Sport-Club        | Flachrennen für Aeltere 800 Meter              |              | 2.         | 790 Meter    |
| 2.     |      | Gustav Muhle      | Hohenfelder Sport-Club          | Flachrennen für Aeltere 800 Meter              |              | 3.         | 800 Meter    |
| 3.     |      | Alfred Stürken    | Hohenfelder Sport-Club          | Zweiradfahren für Aeltere 1610 Meter           | 3 min 28 s   | 1.         | 1570 Meter   |
| 3.     |      | Max Hasche        | Hohenfelder Sport-Club          | Zweiradfahren für Aeltere 1610 Meter           |              | 2.         | 1570 Meter   |
| 3.     |      | Bernh. Meyer      | Hohenfelder Sport-Club          | Zweiradfahren für Aeltere 1610 Meter           |              | 3.         | 1515 Meter   |
| 4.     |      |                   | Sport-Club „Sport“              | Tauziehen                                      |              | 2.         |              |
| 4.     |      |                   | Harvestehuder Sport-Club        | Tauziehen                                      |              | 1.         |              |
| 6.     |      | Gustav Muhle      | Hohenfelder Sport-Club          | Flachrennen für Aeltere 1610 Meter             | 5 min 3/5 s  | 1          | 1610 Meter   |
| 6.     |      | G. Hermanni       | Hamburg-Altonaer Sport-Club     | Flachrennen für Aeltere 1610 Meter             |              | aufgegeben | 1540 Meter   |
| 6.     |      | F. Eulert         |                                 | Flachrennen für Aeltere 1610 Meter             |              | aufgegeben | 1590 Meter   |
| 7.     |      | Rudolph Richtmann | Harvestehuder Sport-Club        | Flachrennen für Jüngere 100 Yards              | 12 1/5 s     | 1.         | 96 Yards     |
| 7.     |      | Paul Rümcker      | Sport-Club „Sport“              | Flachrennen für Jüngere 100 Yards              |              | 2.         | 97 Yards     |
| 7.     |      | W. Ruprecht       | Sport-Club „Hansa“              | Flachrennen für Jüngere 100 Yards              |              | 3.         | 100 Yards    |
| 8.     |      | M. Baade          | Harvestehuder Sport-Club        | Flachrennen für Aeltere 400 Meter              | 57 s         | 1.         | 400 Meter    |
| 8.     |      | M. R. Normann     | Harvestehuder Sport-Club        | Flachrennen für Aeltere 400 Meter              |              | 2.         | 400 Meter    |
| 9.     |      | Martin Pickenpack | Harvestehuder Sport-Club        | Zweiradfahren für Jüngere 1610 Meter           | 3 min 34 s   | 1.         | 1595 Meter   |
| 10.    |      | Rampolt           |                                 | Flachrennen für Aeltere 100 Yards ohne Vorgabe | 10, ? s      | 1.         |              |
| 10.    |      | Lang              |                                 | Flachrennen für Aeltere 100 Yards ohne Vorgabe |              | 2.         |              |
| 11.    |      | E. Hartmann       | Wandsbek-Hohenfelder Sport-Club | Jagdrennen 500 Meter                           | 1 min 35,? s | 1.         | 465 Meter    |
| 11.    |      | Otto Möller       | Hohenfelder Sport-Club          | Jagdrennen 500 Meter                           |              | 2.         | 475 Meter    |
| 11.    |      | P. Friedländer    | Harvestehuder Sport-Club        | Jagdrennen 500 Meter                           |              | 3.         | 465 Meter    |